# Резерва (Люблінське воєводство)
Резерва (пол. Rezerwa) — село в Польщі, у гміні Високе Люблінського повіту Люблінського воєводства.
Населення — 76 осіб (2011).
У 1975-1998 роках село належало до Замойського воєводства.

## Демографія
Демографічна структура станом на 31 березня 2011 року:
|          | Загалом | Допрацездатний вік | Працездатний вік | Постпрацездатний вік |
| -------- | ------- | ------------------ | ---------------- | -------------------- |
| Чоловіки | 32      | 2                  | 25               | 5                    |
| Жінки    | 44      | 5                  | 22               | 17                   |
| Разом    | 76      | 7                  | 47               | 22                   |